# Europese kampioenschappen tafeltennis 2022
De Europese kampioenschappen tafeltennis 2022 werden gehouden in München (Duitsland) van 13 t/m 21 augustus 2022. Het tafeltennistoernooi was dat jaar onderdeel van de Europese Kampioenschappen, een evenement waar ook acht andere sporten deel van uitmaken.
Op het tafeltennistoernooi stonden vijf onderdelen op het programma:
- Enkelspel mannen. Regerend kampioen was  Timo Boll.
- Enkelspel vrouwen. Regerend kampioen was  Petrissa Solja.
- Dubbelspel mannen. Regerend kampioenen waren  Lev Katsman en  Maksim Grebnev.
- Dubbelspel vrouwen. Regerend kampioenen waren  Petrissa Solja en  Shan Xiaona.
- Gemengd dubbel. Regerend kampioenen waren  Dang Qiu en  Nina Mittelham.

Er werden geen landenteamwedstrijden gespeeld deze editie.
Spelers uit Rusland en Wit-Rusland waren uitgesloten van deelname vanwege de invasie van Oekraïne.

## Toernooikalender
|                  | augustus 2022 | augustus 2022                          | augustus 2022        | augustus 2022 | augustus 2022             | augustus 2022        | augustus 2022            | augustus 2022              | augustus 2022 |
| za 13            | zo 14         | ma 15                                  | di 16                | wo 17         | do 18                     | vr 19                | za 20                    | zo 21                      |               |
| ---------------- | ------------- | -------------------------------------- | -------------------- | ------------- | ------------------------- | -------------------- | ------------------------ | -------------------------- | ------------- |
| Enkelspel (m)    |               | kwalificaties                          | kwalificaties        | kwalificaties | eerste ronde              |                      | tweede ronde derde ronde | kwartfinales halve finales | finale        |
| Enkelspel (v)    |               | kwalificaties                          | kwalificaties        | kwalificaties | eerste ronde              | tweede ronde         | derde ronde kwartfinales | halve finales              | finale        |
| Dubbel (m)       | kwalificaties |                                        |                      | eerste ronde  | tweede ronde kwartfinales | halve finales finale |                          |                            |               |
| Dubbel (v)       | kwalificaties |                                        |                      | eerste ronde  | tweede ronde kwartfinales | halve finales finale |                          |                            |               |
| Dubbel (gemengd) | kwalificaties | eerste ronde tweede ronde kwartfinales | halve finales finale |               |                           |                      |                          |                            |               |

## Medaillewinnaars
| Onderdeel        | Goud                             | Zilver                            | Brons                                                         |
| Enkelspel (m)    | Dang Qiu                         | Darko Jorgić                      | Kristian Karlsson Mattias Falck                               |
| Enkelspel (v)    | Sofia Polcanova                  | Nina Mittelham                    | Sabine Winter Shan Xiaona                                     |
| Dubbel (m)       | Kristian Karlsson Mattias Falck  | Daniel Habesohn Robert Gardos     | Alexis Lebrun Félix Lebrun Anton Källberg Jon Persson         |
| Dubbel (v)       | Bernadette Szőcs Sofia Polcanova | Andreea Dragoman Elizabeta Samara | Adina Diaconu María Xiao Ni Xia Lian Sarah de Nutte           |
| Dubbel (gemengd) | Emmanuel Lebesson Jia Nan Yuan   | Ovidiu Ionescu Bernadette Szőcs   | Robert Gardos Sofia Polcanova Ľubomír Pištej Barbora Balážová |

## Medaillespiegel
Dubbelparen uit verschillende landen gelden ieder als 0,5.
| Plaats | Land       | Goud | Zilver | Brons | Totaal |
| 1      | Oostenrijk | 1,5  | 1      | 1     | 3,5    |
| 2      | Duitsland  | 1    | 1      | 2     | 4      |
| 3      | Zweden     | 1    | 0      | 3     | 4      |
| 4      | Frankrijk  | 1    | 0      | 1     | 2      |
| 5      | Roemenië   | 0,5  | 2      | 0,5   | 3      |
| 6      | Slovenië   | 0    | 1      | 0     | 1      |
| 7      | Luxemburg  | 0    | 0      | 1     | 1      |
| 7      | Slowakije  | 0    | 0      | 1     | 1      |
| 9      | Spanje     | 0    | 0      | 0,5   | 0,5    |
| Totaal | Totaal     | 5    | 5      | 10    | 20     |